# Ria Oomen-Ruijten
Ria Oomen-Ruijten, född 6 september 1950 i Echt, Limburg, är en holländsk politiker och ledamot i Europaparlamentet.
Hon är medlem i de nederländska Kristdemokraterna (CDA) som i sin tur ingår i Europeiska folkpartiet (EPP). Hon sitter i Europaparlamentets utskott för utrikesfrågor och är suppleant i utskottet för sysselsättning och sociala frågor.
Ria Oomen har tidigare varit ledamot i den nederländska riksdagen (juni 1981 – september 1989). Hennes huvudområde var sociala frågor.
Från och med maj 1985 är Ria Oomen ordförande för den nederländska  Allmänna reklamationsnämnden, som är en självständig stiftelse. Stiftelsen handhar klagomål från konsumenter samt klagomål mellan företag.
År 2013 kandiderade hon till att bli EU:s ombudsman, men förlorade rätt jämnt mot Emily O'Reilly.